# Николаевка (Елецкий район)
Никола́евка — деревня Архангельского сельсовета Елецкого района Липецкой области. Имеет две улицы: Полевая и Тополиная.

## Население
| 2010 |
| ---- |
| 4    |